# ガヤガヤ我が家
ガヤガヤ我が家（ガヤガヤわがや）は、2011年1月3日から2012年9月まで文化放送で放送されていた、お笑いトリオ我が家の冠番組。

## 出演
- 我が家

## 放送時間
- 2011年1月3日 - 3月21日

月曜21:30 - 22:00
- 2011年4月4日 - 9月23日

月曜18:30 - 18:45
- 2011年10月5日 - 2012年3月28日

水曜21:00 - 21:30
- 2012年4月15日以降

プロ野球中継予定のない日に月1回程度放送（平日は『ライオンズナイタースペシャル』枠、土曜は『セットアップスペシャル』枠、日曜は『サンデープレミアム』枠にて）

## 概要
2010年10月に2時間30分にわたって生放送として放送した番組が好評につき、翌年1月から30分のレギュラー番組としてスタートした。
フリートークとコーナーハガキを読みながらの30分番組で、エンディングは毎回、坪倉の気の利いた一言で締められる。
ナイターインとともに15分番組として放送されたが、15分時代になってからハガキ、メールが読まれた人にはノベルティーとして、ステッカーが送られるようになった。そして、15分時代には抜群に盛り上がるメールを送ってくれたリスナーには、番組特製のレアステッカーが送られていた。水曜30分時代からは読まれたメールが「金」「銀」「乙」にランク分けされ、「乙」だとステッカーは無い。
2011年10月19日の放送ではスペシャルウィークのゲストとして事務所の先輩であるネプチューンの堀内健が生出演。
2011年2月のスペシャルウィークにも同じ事務所に所属するAKB48の柏木由紀がゲスト出演するなど、スペシャルウィークにはワタナベエンターテインメントの有名タレントが登場する傾向がある。
2012年4月15日には「文化放送サンデープレミアム」枠で、同年5月15日・6月21日 ライオンズナイタースペシャル枠で放送した。
2013年度は『我が家のアイドルのオキテ Cheeky Parade編』を5月3日と6月7日に放送、10月からは『我が家とチキパのガヤガヤパレード』として、レギュラー放送された。。レギュラー放送は2014年9月で終了したが、以降も「文化放送ウェンズデープレミアム」枠で月1回程度放送している（事実上、『K-POP COUNTDOWN』に代わるプレミアム枠の定番企画となった）。

## コーナー
- 言ってよ古畑さ～ん

坪倉担当。坪倉のモノマネの古畑任三郎の一言を募集する。
- 杉山の言わせてーよ！

杉山担当。声がいいと評判の杉山に言わせて見たい女殺しの一言を募集する。
- コーナー募集

谷田部担当。スタート当初はコーナーがあったが、不人気でどんなコーナーを作ってほしいか募集する。
- 谷田部目撃情報

一般人にまぎれこみやすい谷田部の、街で見かけた目撃情報を募集する。
| 文化放送 月曜21時台後半枠（=21:30 - 22:00）            | 文化放送 月曜21時台後半枠（=21:30 - 22:00）      | 文化放送 月曜21時台後半枠（=21:30 - 22:00）                         |
| 前番組                                                 | 番組名                                           | 次番組                                                              |
| ------------------------------------------------------ | ------------------------------------------------ | ------------------------------------------------------------------- |
| NARUTO Radio 疾風迅雷 （BLEACH “B” STATIONと隔週放送） | ガヤガヤ我が家 （2011年1月3日 - 3月21日）        | 豊丸産業プレゼンツさくら・あゆみのローズパーティー （アニラジ番組） |
| 文化放送 月曜日18:30-18:45                             |                                                  |                                                                     |
| ドクター中川の聴くクスリ                               | ガヤガヤ我が家 （2011年4月4日 - 9月23日）        | 小久保工業所Presents 川島なお美 ミセスDJ ラ・ラ・ララン♪            |
| 文化放送 水曜21時枠前半                                |                                                  |                                                                     |
| Wコロンのやめさせてもらうわ!                           | ガヤガヤ我が家 （2011年10月5日 - 2012年3月28日） | 文化放送ウェンズデープレミアム （放送枠統一）                       |